# Argus Motoren
La Argus Motoren fu un costruttore aeronautico tedesco noto per la sua serie di piccoli motori aeronautici a V invertita e per il motore pulsogetto che equipaggiava le bombe volanti V1.

## Storia

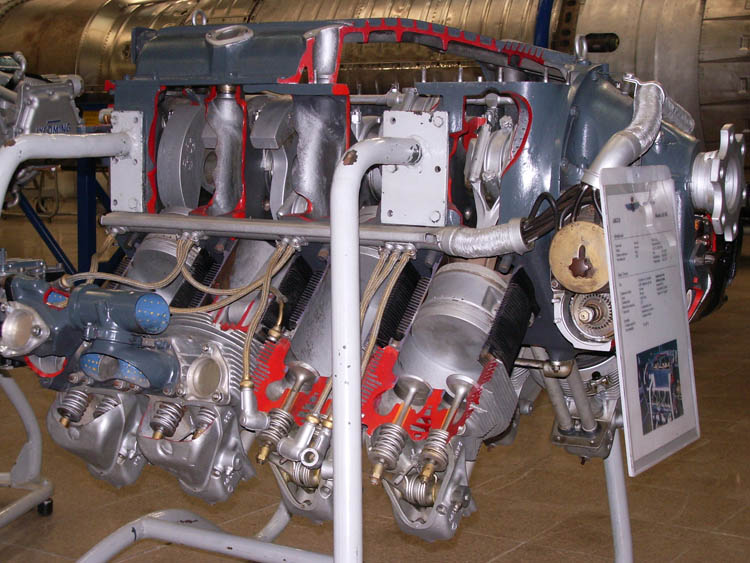
L'Argus As 10 C parzialmente sezionato esposto presso il Museo del Aire di Madrid, Spagna

Fu fondata a Berlino nel 1906 come sussidiaria della casa automobilistica Argus di Henri Jeannin. Nel novembre dello stesso anno, il reparto che si occupava della costruzione di motori per automobili e barche fu separato in una nuova azienda prendendo il nome di Argus Motoren. La prima commessa in campo aeronautico arrivò con la fornitura di un motore per barca riconvertito destinato al dirigibile francese La Ville de Paris.
Fino al 1914 la Argus era il primo produttore tedesco di motori aeronautici, con 490 unità consegnate tra cui più di una dozzina per motorizzare uno dei primi quadrimotori da trasporto in costruzione in Russia, il Russky Vityaz di Sikorskij. Durante la prima guerra mondiale la Argus costruì motori per l'esercito e l'aviazione tedesca con potenze comprese tra 100 e 190 hp.
Dopo il primo conflitto mondiale, in seguito alle condizioni imposte dal Trattato di Versailles, la compagnia fu costretta a riconvertire la produzione in motori per automobili, acquisendo nel 1919 la casa automobilistica Horch.
Nel 1926 ricominciò la progettazione e produzione di motori aeronautici con una serie di motori a V invertita da 1300 hp, anche se la maggior parte dei motori costruiti erano di potenza limitata, usati estensivamente fino all'inizio della seconda guerra mondiale su aerei da addestramento. Tra i più noti vi sono l'Argus As 10, usato sul Fieseler Fi 156 Storch, sull'Arado Ar 66 e sul Focke-Wulf Fw 56 Stösser; e l'Argus As 410, installato su diversi addestratori tedeschi incluso l'Arado Ar 96.

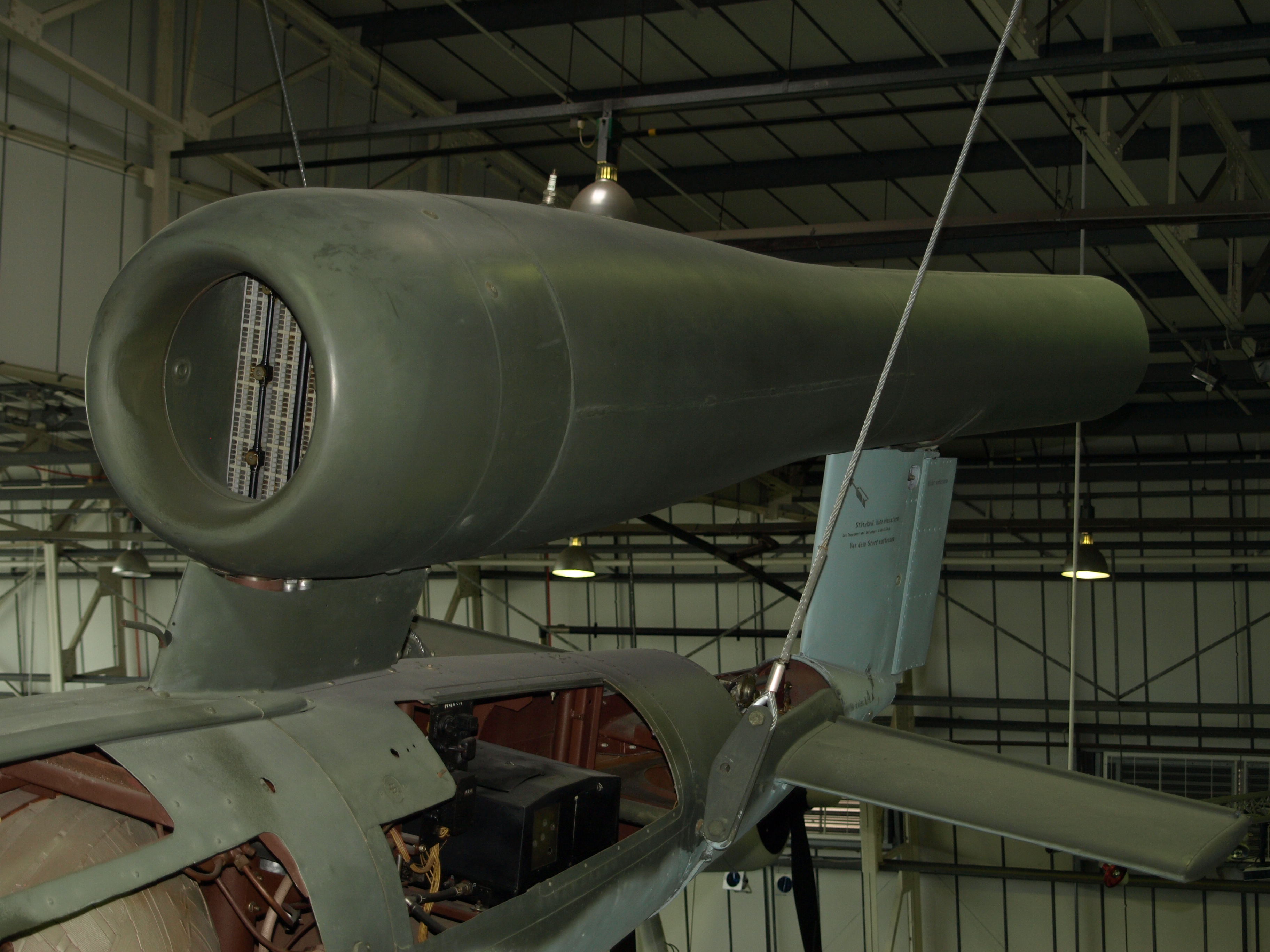
Un motore pulsogetto Argus As 014 montato su una V1 sezionata.

Nel 1937, Fritz Gosslau della Argus lavorò in collaborazione con la Lorenz e la Deutsche Forschungsanstalt für Segelflug (DFS) allo sviluppo di un velivolo leggero senza pilota da ricognizione, l'Argus As 292 (anche noto come Flakzielgerät 43).
Nel 1939 venne proposta alla Luftwaffe anche una versione radioguidata a distanza da un velivolo gemello (con pilota a bordo), capace di sganciare una bomba da una tonnellata sull'obbiettivo e tornare alla base (la Fernfeuer). Benché interessato al progetto, il Ministero dell'Aria del Reich scartò questa proposta in favore di un missile che utilizzasse il promettente motore pulsogetto di Paul Schmidt.
Sotto la supervisione di Gosslau (che aveva già lavorato al progetto quando era alla Siemens) fu sviluppato l'Argus As 014. Costruito con fogli di acciaio, era dotato di un pacco di valvole a lamelle in ingresso che consentiva l'accensione della miscela in camera di combustione con una frequenza di 47 Hz. Forniva una spinta di 272 kg corrispondenti a circa 700 hp alla velocità di crociera. Provato la prima volta nell'aprile del 1941, fu costruito in circa 31.100 esemplari installati sulle bombe volanti Fieseler Fi 103 e sul velivolo sperimentale Messerschmitt Me 328.